# Дралюк Іван Миколайович
Дралюк Іван Миколайович (нар. 5 вересня 1983, с.Кузьмин, Городоцький  район, Хмельницька область) — український військовик, генерал-майор, кандидат юридичних наук, ексзаступник начальника СБУ по боротьбі з корупцією (ГУБКОЗ СБУ).

## Життєпис
Іван Дралюк народився 5 вересня у селі Кузьмин Хмельницької області. Середню освіту отримав у Городоцькому першому ліцеї. У 2000 році переїхав до Хмельницького. У тому ж році у Києві вступив курсантом до Національної Академії СБУ за спеціальністю «правознавство». У 2009 році здобув другу освіту, закінчивши Хмельницький національний університет за спеціальністю «фінанси». У 2020 році завершив навчання в Інституті Аспена в Києві.

### Кар'єра
У 2005 році, після завершення навчання працював оперативником в Хмельницькому управління СБУ. У 2009 році здобув другу освіту за спеціальністю «фінанси», закінчивши Хмельницький національний університет. Того ж року його перевели в Київ до Головного Управління по боротьбі з корупцією та організованою злочинністю СБУ. 24 серпня 2012 року одержав нагороду від Президента України — Орден Данила Галицького.
У вересні 2016 року Івана Дралюка підвищили до заступника начальника ГУБКОЗ СБУ, де відзначився у справі по боротьбі з корупцією у держпідприємстві «Волиньторф» через протиправні дії голови Волинської ОДА. 23 березня 2017 року Указом Президента України одержав орден Богдана Хмельницького III ступеня.
У 2018 році написав наукову роботу про «Використання досвіду ФБР США з організаційно правового забезпечення протидії організованій злочинності під час удосконалення діяльності вітчизняної спецслужби». 23 березня 2018 року Іван Дралюк отримав військове звання генерал-майора СБУ.
В лютому 2019 року керував розслідуванням СБУ у справі проти Олександра Дубінського, через що останній погрожував йому та вів інформаційну кампанію.
11 жовтня 2019 року Іван Дралюк завершив роботу в СБУ та став керівником українського представництва Convex International, німецької компанії, що займається установкою елеваторів. Під керівництвом Дралюка компанія почала працювати з такими брендами як «Епіцентр-К», «Сварог», «Пан Курчак», «Vitagro».

## Сім'я
Одружений, виховує трьох дочок.

## Нагороди
- Орден Данила Галицького (указ президента України від 24.08.2012 № 501/2012)[11]
- Орден Богдана Хмельницького III ступеня (указ президента України від 23.03.2017 № 74/2017);

Указом президента України від 23.03.18 присвоєно військове звання генерал-майор
Неодноразово заохочувався відомчими відзнаками та нагородами, зокрема «Вогнепальною зброєю»;